# Achtergrond
Het woord achtergrond betekende oorspronkelijk letterlijk de grond achter een huis; net zoals de voorgrond simpelweg de grond ervoor was.

## Onroerend goed
Tegenwoordig blijft deze betekenis licht veranderd bewaard in het onroerend goed-jargon van ambtenaren, notarissen en makelaars: het duidt dan percelen achter bebouwing aan die zelf kadastraal onbebouwd zijn.
Op dit moment is er maar één gemeente in Nederland zonder achtergrondige landen en dat is de gemeente Leiden. Dorpen met lintbebouwing hebben vaak vele en diepe achtergronden, doordat de oorspronkelijke eenheid van huis en grond door een deling over verschillende erfgenamen verbroken is. Door ruilverkavelingen is dit verschijnsel minder geworden.

## Wetenschap
Bij wetenschappelijke metingen van een verschijnsel betekent achtergrond de bijdrage aan de metingen van andere bronnen dan het verschijnsel.

## Journalistiek
In de journalistiek wordt de term achtergrond gebruikt voor de feitelijke en betekenisgevende context waarin het dagelijkse nieuws zich afspeelt.

## Film, fotografie, en grafische vormgeving
Bij film, fotografie, en grafische vormgeving is dat hetgeen achter het hoofdonderwerp in het beeldvlak plaatsvindt of afspeelt.